# Újezdský Rybník
Újezdský Rybník är en sjö i Tjeckien.   Den ligger i regionen Hradec Králové, i den centrala delen av landet, 100 km öster om huvudstaden Prag. Újezdský Rybník ligger 231 meter över havet. Arean är 0,27 kvadratkilometer.Trakten runt Újezdský Rybník består till största delen av jordbruksmark. Den sträcker sig 0,7 kilometer i nord-sydlig riktning, och 0,9 kilometer i öst-västlig riktning.
Följande samhällen ligger vid Újezdský Rybník:
- Borek (224 invånare)